# Acmaeodera crinita
Acmaeodera crinita ist ein Käfer aus der Familie der Prachtkäfer (Buprestiden) und der Unterfamilie Polycestinae. Zur artenreichen Gattung Acmaeodera zählt man weltweit über fünfhundert Arten in 13 Untergattungen. In Europa ist die Gattung mit drei Untergattungen repräsentiert. Acmaeodera crinata gehört zur Untergattung Acmaeotethya, die in Europa mit elf Arten vertreten ist. Die Art Acmaeodera crinita kommt innerhalb Europas in vier Unterarten vor, deren Verbreitungsgebiete alle in Südeuropa (teilweise zusätzlich in Nordafrika und Kleinasien) liegen. Eine fünfte Unterart findet man in Palästina.

## Bemerkungen zum Namen
Der Name Acmaeodera crinita erscheint erstmals 1836 in der dritten Auflage des Katalogs zur Käfersammlung von Dejean. Der Name ist ergänzt durch das Kürzel Dej. in Kursivschrift. Dies bedeutet, dass Dejean dem Käfer den Namen gegeben hat. Der Käfer ist jedoch weder beschrieben noch abgebildet, er kann nur von allen Besuchern der Sammlung, die laut Katalog 22 399 Arten umfasst, betrachtet werden.
1838 verliest Spinola in einer Sitzung der Entomologischen Gesellschaft von Frankreich (Société entomologique de France) seinen Essay mit sehr grundsätzlichen Überlegungen über Merkmale auf Gattungs-,  Arten-, und Individuenebene, die er im Folgenden auf die Gattung Acmaeodera und eine weitere Prachtkäfergattung anwendet. Dabei stützt er sich auf die 1837 erschienene Monographie der Buprestiden von Laporte und Gory. Unter der Nummer 10 beschreibt er Acmaeodera cuprifera von Laporte und Gory (heute Acmaeoderella vetusta) und erwähnt, dass die Art im Katalog zur Käfersammlung von Dejean als Acmaeodera crinita geführt wird. Man kann dies – wie es auch heute noch stellenweise geschieht – als Erstbeschreibung des Käfers durch Spinola auffassen.
Gory widerspricht in dem Ergänzungsband seiner Naturgeschichte und Darstellung der Käfer (Histoire naturelle et iconographie des insectes coléoptères, Erscheinungsjahr als Band 1841, entsprechender Teil bereits 1840) Spinolas Ansicht, Acmaeodera crinita aus dem Sammlungskatalog von Dejean  sei der gleiche Käfer wie  Acmaeodera cuprifera. Gory vermerkt: Ich glaube, dass Herr Marquis de Spinola ihn fälschlicherweise als Synonym der cuprifera unserer Monographie gesetzt hat (je crois, que M. Marquis de Spinola l'a placée à tort en synonymie de la Cuprifera de notre Monographie). Gory beschreibt deswegen die Acmaeodera crinita als eigene Art und liefert auch eine Abbildung (Abb. 1 links). Demnach ist die korrekte Angabe des Autors der Art nicht Spinola 1838, sondern Gory 1840.
Der Artzusatz crinita der Art Acmaeodera crinita (lat. ‚crinītus, a, um‘) bedeutet ‚behaart‘. Die lange Behaarung wird sowohl in der Beschreibung durch Spinola als auch bei Gory erwähnt.
Der Gattungsname Acmaeodera geht auf Eschscholtz 1829 zurück. Er ist von altgriechisch ακμαίος akmāīos, deutsch ‚kräftig‘ und δέρη dére, deutsch ‚Hals‘ abgeleitet. Eschscholtz grenzt die Gattung durch das hinten gerade abgeschnittene Halsschild von ähnlichen Gattungen ab.
Der Name der Untergattung Acmaeotethya wurde 1979 von Volkovitsh aufgestellt. Der Wortteil -tethya bezieht sich auf das Verbreitungsgebiet im Zusammenhang mit der Ausdehnung des Tethysmeers. Volkovitsh rechnet Acmaeodera crinata zusammen mit Acmaeodera degener, Acmaeodera quadrifasciata, Acmaeodera saxicola und Acmaeodera biseriata  innerhalb der Untergattung Acmaeotethya zur "degener group".
Boieldieu beschrieb den Käfer 1864 als sehr ähnliche, aber eigenständige Art mit Abbildung (Abb. 1 rechts) unter dem Namen Acmaeodera Reichei. Dieser Käfer wurde in der Form seiner Beschreibung durch Abeille de Perrin nach einem Fund auf Zypern von Obenberger 1934  als Acmaeodera crinita ssp. Perrinella n. n. veröffentlicht. Der Name Perrinella ist offensichtlich ein Bezug auf Abeille de Perrin, den Obenberger auch in der Beschreibung erwähnt. 1946 gibt Obenberger in einem Bestimmungsschlüssel den Käfer in der Schreibweise Acmaeodera crinita ssp. Perinella (= Reichei Ab. non Boield.) an.
Die Unterart Acmaeodera crinita melanosoma wurde 1844 von Lucas als eigenständige Art Acmaeodera melanosoma beschrieben. Der Name melanosoma ist von altgriechisch μελάς, μελανός melás, melanós, deutsch ‚schwarz‘ und σώμα sóma, deutsch ‚Körper‘ abgeleitet und nimmt auf die Farbe des Käfers Bezug.
Die Unterart Acmaeodera crinita maroccana wurde 1916 von Obenberger als Variante beschrieben und nach dem Fundort in Marokko benannt.
Die Beschreibung der Unterart Acmaeodera crinita abigail geht ebenfalls auf Obenberger zurück. Die Tatsache, dass Obenberger Abigail (wie auch Perrinella und Perinella) mit einem Großbuchstaben beginnend schreibt, lässt darauf schließen, dass es sich auch bei Abigail um einen Personennamen handelt.

## Eigenschaften des Käfers
| |                                            |
| Abb. 1: älteste Abbildungen, links bei Gory 1841, rechts bei Boieldieu 1865                                                    |                                            |
| |                                            |
| Abb. 2: Aufsicht |                                            |
| |                                            |
| Abb. 3: Seitenansicht |                                            |
| |                                            |
| Abb. 4: A: Behaarung am Hals- schild, B: Behaarung an den Flügeldecken, jeweils Ausschnitt, (Kopf liegt in Abb. 4 und 5 links) | Abb. 5: Aus- schnitt der Halsschild- basis |

Der Käfer wird fünf bis zehn Millimeter lang. Er ist langgestreckt und annähernd zylindrisch, erst im letzten Drittel der Flügeldecken verengen sich diese. Der Käfer ist glänzend schwarz und ziemlich lang und dicht behaart. Die Farbe der Haare ist bei den meisten Unterarten schwarz, kann aber auch weiß sein. Die Behaarung ist an der Wurzel abstehend, danach auf dem Halsschild (nur an der Spitze) nach vorn gerichtet (Abb. 4 oben), auf den Flügeldecken nach hinten fliehend (Abb. 4 unten). Auch die Unterseite und die Beine (Abb. 3) sind fein behaart und nicht einmal teilweise beschuppt.
Der Kopf ist feiner punktiert als der Halsschild. Die Augen sind groß. Die elfgliedrigen Fühler sind vor den Augen eingelenkt. Unter den Augen ist eine sehr flache Fühlerrinne ausgebildet.
Der Halsschild ist breiter als lang. Er ist mit einer deutlichen Seitenrandkante versehen, die jedoch nur von der Seite sichtbar wird. Der Halsschild verbreitert sich bis zum zweiten Drittel und ist vor der Basis abgeschnürt. Vor der Basis ist der Halsschild niedergedrückt und es sind dort vier Grübchen ausgebildet, von denen die mittleren zusammenfließen können. Nach hinten ist der Halsschild gerade abgeschnitten und endet in einem längs geriffelten Band, das eng an die ebenfalls längs geriffelte Basis der Flügeldecken anschließt (Abb. 5). Das Schildchen fehlt wie in allen Arten der Gattung.
Die Flügeldecken sind so breit wie der Halsschild an der Basis, die Schulterecken sind vorstehend. Die Flügeldecken enden gemeinsam abgerundet. Es sind vertiefte Punktreihen aus deutlich eingestochenen Punkten ausgebildet. Die Intervalle sind ebenfalls punktiert. Abhängig von der Unterart ist diese Punktierung eher grob oder fein, gleichmäßig oder vorn und hinten verschieden. Die beiden Flügeldecken sind miteinander verwachsen, verhindern jedoch nicht die Benutzung der funktionstüchtigen Hautflügel. Der Flügeldeckenrand hat hinter den Schultern seitlich eine deutliche Aussparung, die genügend Spielraum für die Bewegung der Hautflügel beim Flug bietet. Die Hautflügel sind in Ruhe nicht quer gefaltet (wie bei den Rosenkäfern) und werden vor Beginn des Flugs in voller Länge zwischen Hinterleib und Flügeldecke nach außen geschoben.
Alle Beine besitzen fünfgliedrige Tarsen. Alle Tarsenglieder außer dem Klauenglied tragen auf der Unterseite ein dichtes Filzpolster.
Die Unterarten definieren sich am einfachsten durch ihr Verbreitungsgebiet (siehe unten). Einen Bestimmungsschlüssel für die Unterarten A. c. crinita, A. c. melanosoma, A. c. abigail und A. c. perinella findet man bei Obenberger, die Unterschiede der Unterarten A. c. melanosoma und A. c. maroccana werden bei Ruiz und Paramo ausgeführt.

## Biologie
Man kann den Käfer von Ende Mai bis in den Juli auf Blüten und an Zweigen ihrer Wirtspflanzen finden. Die Imagines ernähren sich polyphag vom Pollen und Nektar und sind häufig auf gelben und weißen Blüten zu finden (Holunder, Pippau, Echtes Johanniskraut, Gemeine Wegwarte, Gewöhnliches Greiskraut, Christusaugen-Alant, Löwenzahnarten, Johanniskräuter). Bei einem Versuch mit verschiedenen Fallenpositionen und -farben zeigte die Art eine eindrückliche Bevorzugung von weißen Fallen in Bodenhöhe.
Die Larven entwickeln sich in eher dünnen Zweigen verschiedener Holzgewächse, die im Absterben begriffen sind (Eichen, Pistazien, Mittelmeer-Zypresse, Sauerkirsche, Aleppo-Kiefer, Mönchspfeffer, Prunus, Pappeln und andere). In einer spanischen Arbeit wird die Art als obligatorischer Totholzkäfer (estatus saproxilico: obligatorio) eingestuft.

## Verbreitung
Das Verbreitungsgebiet der vier Unterarten überschneidet sich nur in Nordafrika. Auf der Iberischen Halbinsel findet man nur Acmaeodera crinita maroccana. Acmaeodera crinita perinella ist endemisch auf Zypern zu finden. Die Nominatform Acmaeodera crinita crinita ist am weitesten verbreitet. Man findet sie in Italien, Albanien, Bulgarien, Ungarn, Griechenland mit den Dodekanes, Kykladen und Kreta, außerdem in Teilen Vorderasiens und des ehemaligen Jugoslawiens. In Marokko findet man außer Acmaeodera crinita maroccana auch  Acmaeodera crinita melasoma. Die beiden Unterarten unterscheiden sich dadurch, dass bei A. c. maroccana die Flügeldecken am Ende stärker zugespitzt sind als bei A. c. melanosoma. Die Unterart A.c.abigail findet man in Palästina.